# بيتر إرليخ
بيتر إرليخ (بالألمانية: Peter Ehrlich)‏ (و. 1933 – 2015 م) هو ممثل مسرحي، وممثل أفلام، وممثل تلفزي ألماني، ولد في لايبزيغ، توفي في زيورخ، عن عمر يناهز 82 عاماً.

## وصلات خارجية
- بيتر إرليخ على موقع IMDb (الإنجليزية)
- بيتر إرليخ على موقع مونزينجر (الألمانية)
- بيتر إرليخ على موقع ميوزك برينز (الإنجليزية)
- بيتر إرليخ على موقع أول موفي (الإنجليزية)
- بيتر إرليخ على موقع قاعدة بيانات الأفلام السويدية (السويدية)
- بيتر إرليخ على موقع ديسكوغز (الإنجليزية)
- بيتر إرليخ على موقع قاعدة بيانات الفيلم (الإنجليزية)
- بيتر إرليخ على موقع كينوبويسك (الروسية)